# Moon in the Scorpio
Moon in the Scorpio – debiutancki album norweskiego zespołu blackmetalowego Limbonic Art. Wydany w 1996 roku przez norweską niezależną wytwórnię płytową Nocturnal Art Production.

## Lista utworów
1. "Beneath the Burial Surface" - 13:42
2. "Moon in the Scorpio" - 8:22
3. "Through Gleams of Death" - 7:58
4. "Overtune - Nocturne" - 1:19
5. "In Mourning Mystique" - 14:41
6. "Beyond the Candles Burning" - 7:08
7. "Darkzone Martyrium" - 6:21
8. "The Dark Rivers of the Heart" (tylko na reedycji płyty z 2001 roku) - 7:01

## Twórcy
- Vidar "Daemon" Jensen - śpiew, gitara
- Krister "Morpheus" Dreyer - śpiew, gitara, instrumenty klawiszowe, okładka
- Anne "Morgana" Aasebø - śpiew
- Anders G. Offenberg Jr. - produkcja